# El segrest de Michel Houellebecq
El segrest de Michel Houellebecq (francès: L'enlèvement de Michel Houellebecq) és una pel·lícula de comèdia dramàtica francesa del 2014 dirigida per Guillaume Nicloux, protagonitzada per Michel Houellebecq, Mathieu Nicourt, Maxime Lefrançois i Luc Schwarz. Explica la història de com l'escriptor francès és segrestat per tres homes durant una gira promocional el 2011. S'ha doblat i subtitulat al català.
La pel·lícula es va inspirar en un rumor que va passar mentre Houellebecq promocionava la seva novel·la El mapa i el territori. Durant un temps, semblava que no donava senyals de vida, fet que va fer despertar especulacions als diaris francesos que havia estat segrestat. En realitat només va tenir problemes amb la seva connexió a Internet. La pel·lícula es va estrenar al Festival Internacional de Cinema de Berlín de 2014, on va actuar a la secció Fòrum. La pel·lícula és una producció de Les Films du Worso, Chic Films i ARTE France.
La pel·lícula de Nicloux Thalasso (2019) també és protagonitzada per Houellebecq en el paper d'ell mateix i s'ha descrit com una continuació d'El segrest de Michel Houellebecq.